# Witbrauwlawaaimaker
De witbrauwlawaaimaker (Cossypha heuglini) is een kleine insectenetende vogel die voorkomt in Afrika. In Zuid-Afrika heet deze vogel Heuglinse Janfrederik.

## Kenmerken
De vogel is 19 tot 20 cm lang en weegt 29 tot 44 g. De nominaat heeft een donkere kop met een lange, witte wenkbrauwstreep. De vogel heeft een oranjebruine nek, keel, borst en buik. De rug en vleugeldekveren zijn  olijfkleurig grijs. De stuit en bovenstaartveren zijn kastanjebruin, met olijfkleurige middelste staartpennen. De snavel is zwart en de poten zijn grijsbruin.

## Verspreiding en leefgebied

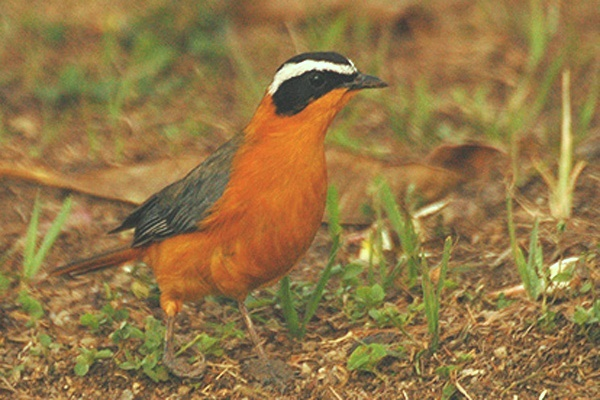
Foto uit Oeganda.

Er zijn drie ondersoorten:
- C. h. subrufescens (Gabon tot West-Angola)
- C. h. heuglini (Zuid-Tsjaad en Zuid-Soedan zuidelijk tot in Oost-Angola, Botswana en het noorden van Zuid-Afrika)
- C. h. intermedia (Zuid-Somalië en langs de kust tot in het noordoosten van Zuid-Afrika.)

De leefgebieden liggen langs de randen van altijd groenblijvend bos, riviergeleidend bos, struikgewas en riet in laagland. Komt in bergachtige streken van het verspreidingsgebied voor tot op 2300 m boven de zeespiegel. Heeft zich ook gevestigd in groene plekken met dicht struikgewas in parken en tuinen van buitenwijken en steden.

## Status
De grootte van de populatie is niet gekwantificeerd. De vogel zeer algemeen in geschikt habitat; daarom staat de witbrauwlawaaimaker als niet bedreigd op de Rode Lijst van de IUCN.